# Grand'Landes

Grand'Landes este o comună în departamentul Vendée, Franța. În 2009 avea o populație de 479 de locuitori.